# Isobutanal
Isobutanal (nach IUPAC-Nomenklatur: 2-Methylpropanal, auch als Isobutyraldehyd bekannt) ist eine organisch-chemische Verbindung aus der Stoffgruppe der Aldehyde.  Neben dem verzweigten Isobutanal existiert noch die isomere Verbindung Butanal (Butyraldehyd). Isobutanal ist ein Zwischenprodukt der chemischen Industrie.

## Vorkommen

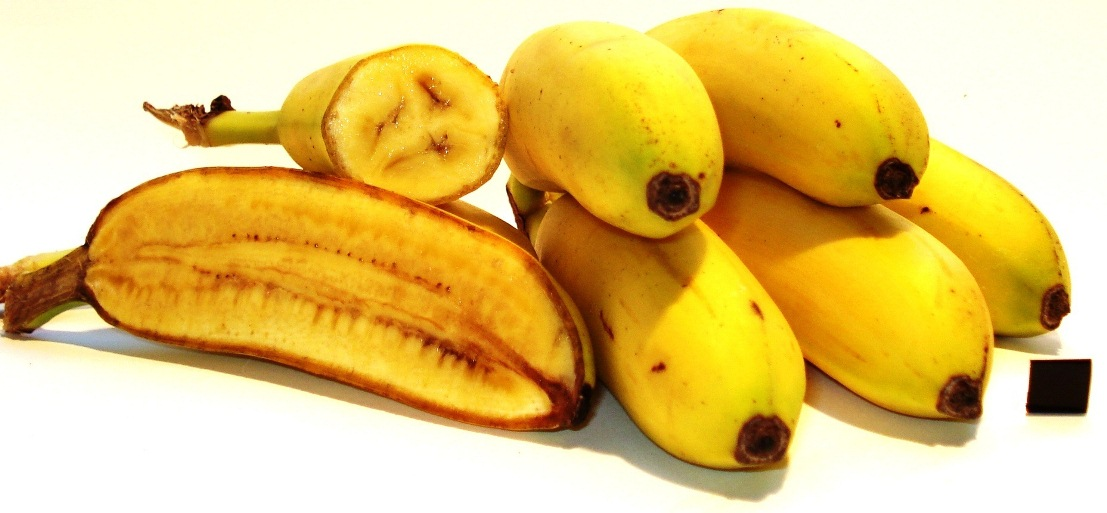
Bananen enthalten natürlicherweise Isobutanal

Isobutanal ist u. a. ein natürlicher Bestandteil in Bananen, Spanischem Pfeffer, Lavendel (Lavandula x intermedia), und Pelargonien (Pelargonium graveolens). Daneben kommt Isobutanal als Aromastoff in Honig vor.

## Gewinnung und Darstellung
Großtechnisch wird Isobutyraldehyd durch Hydroformylierung von Propen mithilfe metallorganischer Cobalt- oder Rhodiumverbindungen als Katalysator bei Temperaturen von 130 – 160 °C und Drücken von 100 – 200 bar hergestellt.
Darüber hinaus kann es durch Oxidation von Isobutanol (2-Methylpropan-1-ol) synthetisiert werden. Diese Methode findet jedoch keine Anwendung, da Isobutanol technisch erst durch Reduktion (Hydrierung) von Isobutanal hergestellt wird.
Isobutanal entsteht außerdem bei der thermischen Zersetzung von Isobutylidendiharnstoff.

## Eigenschaften

### Physikalische Eigenschaften
Isobutanal ist eine leicht flüchtige, lichtempfindliche, luftempfindliche, leichtentzündliche, farblose Flüssigkeit mit stechendem Geruch, welche mäßig löslich in Wasser ist. Sie siedet bei Normaldruck bei 64 °C. Die molare Verdampfungsenthalpie beträgt am Siedepunkt 33,4 kJ·mol−1. Die Dampfdruckfunktion ergibt sich nach Antoine entsprechend log10(P) = A−(B/(T+C)) (P in bar, T in K) mit A = 3,87395, B = 1060,141 und C = −63,196 im Temperaturbereich von 286 bis 336 K. Sie besitzt eine dynamische Viskosität von 0,5 mPa·s.

### Sicherheitstechnische Kenngrößen
Isobutanal bildet leicht entzündliche Dampf-Luft-Gemische. Die Verbindung hat einen Flammpunkt bei −24 °C. Der Explosionsbereich liegt zwischen 1,6 Vol.‑% (47 g/m3) als untere Explosionsgrenze (UEG) und 11 Vol.‑% (330 g/m3) als obere Explosionsgrenze (OEG).) Die Grenzspaltweite wurde mit 0,92 mm bestimmt. Es resultiert damit eine Zuordnung in die Explosionsgruppe IIA. Die Zündtemperatur beträgt 165 °C. Der Stoff fällt somit in die Temperaturklasse T4.

## Verwendung
Isobutanal ist ein Ausgangsmaterial zur Herstellung von Valin durch die Strecker-Synthese:
{\displaystyle \mathrm {CH_{3}{-}CH(CH_{3}){-}CHO+NH_{3}+HCN\longrightarrow } }
{\displaystyle \mathrm {CH_{3}{-}CH(CH_{3}){-}CH(NH_{2}){-}CN+H_{2}O} }
Isobutanal reagiert mit Ammoniak und Cyanwasserstoff zu Valin und Wasser.
sowie von Neopentylglycol über eine Cannizzaro-Reaktion. Außerdem kann es bei der Knoevenagel-Reaktion eingesetzt werden.
Weiterhin ist es ein Zwischenprodukt für Arzneistoffe (z. B. D-Penicillamin) und von Schädlingsbekämpfungsmitteln.
Ein großer Teil wird auch durch katalytische Hydrierung zu Isobutanol weiterverarbeitet.